# Heilig-Kreuz-Kirche (Belecke)

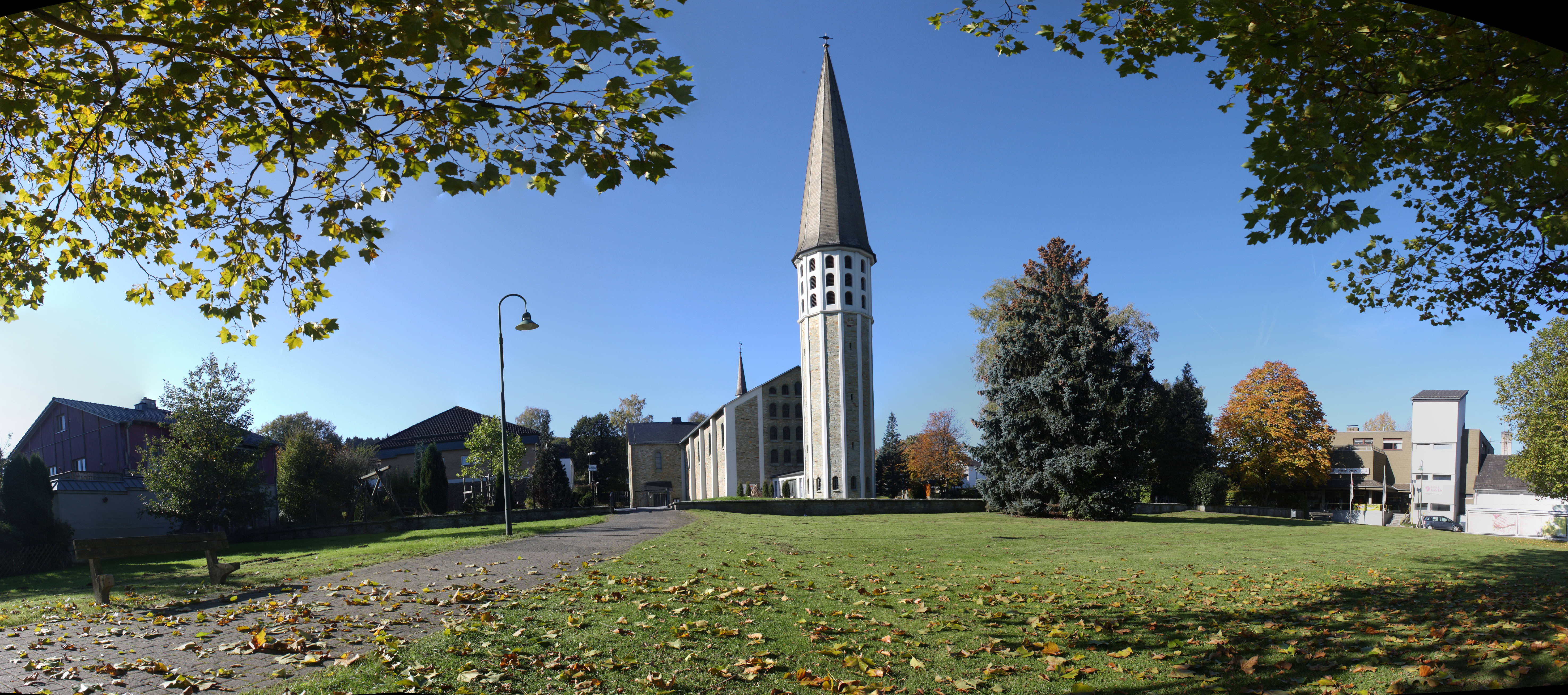
Heilig-Kreuz-Kirche (2011)

Die Heilig-Kreuz-Kirche ist ein Kirchengebäude in Belecke, einem Ortsteil von Warstein im Kreis Soest (Nordrhein-Westfalen).

## Geschichte
Das römisch-katholische Gotteshaus wurde im Jahre 1961 dem Heiligen Kreuz geweiht, sein Architekt war Heinrich Stiegemann.

## Turm
Der Kirchturm der Heilig-Kreuz-Kirche hat einen kreisförmigen Grundriss. Seine Wände bestehen im Wechsel aus Betonstützen und Grünsandsteinmauerwerk. Oben im Turm hängen vier Glocken. Oberhalb des Glockenstuhls formt sich das Dach spitz zusammen und wird oben mit einem großen Kreuz abgeschlossen. Samt Kreuz hat der Turm eine Höhe von 55 Metern.

## Glocken
Die Kirche besitzt insgesamt fünf Glocken. Vier von ihnen, aus Gussstahl gefertigt, hängen im großen Glockenturm und eine im Dachreiter über dem Kirchenschiff. Diese fünf Glocken wurden am 7. Mai 1961 von Dechant Kühle aus Altenrüthen geweiht:
| Name           | Durchmesser | Gewicht | Ton   | Anmerkung                                                                                          |
| -------------- | ----------- | ------- | ----- | -------------------------------------------------------------------------------------------------- |
| Ancillaglocke  | 500 mm      | 60 kg   | fis'' | Sie ist die kleinste der Glocken, hängt im kleinen Turm und wird oft als „Kleppglocke“ bezeichnet. |
| Agathaglocke   | 980 mm      | 60 kg   | a'    | „Sankt Agatha zur Ehr – des Feuers starke Wehr“                                                    |
| Josefsglocke   | 1110 mm     | 525 kg  | g'    | „Heiliger Josef – Schutzherr der Arbeit“                                                           |
| Marienglocke   | 1260 mm     | 777 kg  | f'    | „Marienglocke künde hienieden der Menschheit wahren Gottesfrieden“                                 |
| Christusglocke | 1600 mm     | 1840 kg | c'    | „Des Königs Banner wallt empor, hell strahlt das heilige Kreuz hervor.“                            |

## Kirchenschiff
Die Kirche wurde, um dem Kreuz sichtbar Ausdruck zu geben, in Kreuzform errichtet. Das gesamte Kirchenschiff mit Altarbereich ist etwa 50 Meter lang. Dort finden etwa 450 Gläubige Platz und in der Marienkapelle sind weitere 65 Plätze zu finden, sodass mit den Stehplätzen etwa 700 Gläubige in dem Gebäude Platz finden können.

## Orgel
Die Orgel hat 2170 Pfeifen, 31 Register und die größte Orgelpfeife ist 16 Fuß groß.

## Vorbild
Das architektonische Vorbild zur Heilig-Kreuz-Kirche in Belecke ist die St.-Norbert-Kirche in Werl.